# PWS-10
PWS-10 – polski samolot myśliwski konstrukcji  inż. Aleksandra Grzędzielskiego oraz inż. Augusta Bobka-Zdaniewskiego, produkowany w Podlaskiej Wytwórni Samolotów. Był to pierwszy polski samolot myśliwski produkowany seryjnie.

## Historia

Silnik Lorraine Dietrich 12 Eb eksponowany w MLP w Krakowie

PWS-10 powstał jako samolot mający zastąpić przestarzałe francuskie myśliwce Blériot-SPAD S.61C1. Zasadniczym problemem będących na wyposażeniu eskadr myśliwskich Spadów była wiotkość ich konstrukcji, co przy niewystarczającej wytrzymałości powodowało wiele wypadków urywania się płatów podczas akrobacji. PWS-10 miał odpowiednio mocną konstrukcję i sprawdzony silnik, co zwiększało bezpieczeństwo wykonywania lotów. Była to jednak konstrukcja dość ciężka, skuteczność lotek była za mała jak na maszynę myśliwską, co skutkowało nie najlepszymi właściwościami podczas takich figur jak beczki czy korkociąg. Z tego powodu PWS-10 był traktowany jako maszyna przejściowa. W eskadrach myśliwskich używany był w latach 1932–1933. Pełnił w nich służbę do czasu wprowadzenia samolotów typu PZL P.7. 
Na bazie seryjnego samolotu powstała wersja rozwojowa oznaczona jako PWS-10M1. Zmianie uległa konstrukcja podwozia, obrys usterzenia poziomego i pionowego, zmniejszeniu uległa masa własna płatowca. Poprawiono system chłodzenia silnika poprzez wprowadzenie zmian w instalacji cieczy i oleju. Prototyp był badany w  Instytucie Badań Technicznych Lotnictwa, gdzie uzyskał pozytywną ocenę. Z uwagi na niskie osiągi i wprowadzenie do użytku samolotów P.7 zarzucono dalsze prace rozwojowe.

## Konstrukcja
Jednomiejscowy górnopłat o konstrukcji metalowo drewnianej. Dwudźwigarowe skrzydło kryte płótnem z dwoma zastrzałami łączącymi płat z kadłubem. Kadłub o konstrukcji kratownicowej, spawanej z oprofilowanych rur stalowych, przód pokryty blachą a od kabiny pilota płótnem. Podwozie dwugoleniowe z tylną płozą ogonową. Napęd zapewniał 12-cylindrowy, chłodzony cieczą, widlasty (w układzie W) silnik Lorraine-Dietrich LD-12Eb z chłodnicą umieszczoną pod silnikiem. Silnik napędzał dwułopatowe śmigło firmy Szomański.